# Lissieu
Lissieu este o comună în departamentul Rhône din sud-estul Franței. În 2009 avea o populație de 3.088 de locuitori.

## Evoluția populației
| An        | 1975 | 1982  | 1990  | 1999  | 2006  | 2009  |
| --------- | ---- | ----- | ----- | ----- | ----- | ----- |
| Populație | 734  | 2.091 | 2.535 | 3.090 | 3.307 | 3.088 |